# Dachsloch
Dachsloch ist als Weiler ein Ortsteil von Allendorf (Eder) im Landkreis Waldeck-Frankenberg in Nordhessen. Postalisch gehört Dachsloch zu Bad Berleburg, weil es nur aus dieser Richtung auf einer asphaltierten Straße angefahren werden kann.

## Geographie
Dachsloch liegt in einem waldreichen Gebiet in Nordhessen direkt an der Grenze zu Nordrhein-Westfalen. Zu erreichen ist der Weiler über die Landstraße 778 bei der Abzweigung zwischen Alertshausen und Diedenshausen im Elsofftal. Dachsloch liegt auf ca. 600 m NN und umfasst 4 Höfe.

## Nachbarorte
- Alertshausen
- Diedenshausen
- Neuludwigsdorf

## Geschichte
Dachsloch, früher auch Daxloch genannt, ist ein noch recht junger Ort. Mitte des 17. Jahrhunderts begann die Besiedelung, die ersten Siedler waren Köhler aus Bromskirchen. Der Köhler und Bauer Peter Klein bewirtschaftete 1676 neben seiner Tätigkeit im Dachsloch die Hofstelle Försters in Alertshausen. Heute leben die Einwohner von der Landwirtschaft und vom Tourismus. Zum 1. Januar 2023 wurde Dachsloch im Zuge der Eingemeindung von Bromskirchen ein Ortsteil von Allendorf (Eder). Am 15. März 2025 wurde die Ansiedlung im Rahmen der Sendereihe Dolles Dorf in der Hessenschau des HR-Fernsehens vorgestellt: Die Einwohnerzahl hatte sich inzwischen auf zehn reduziert.